# Princova mešita
Princova mešita (turecky: Şehzade Camii) se nachází v městské části Fatih v Istanbulu, na třetím kopci. Byla postavena na příkaz sultána Sulejmana I. a sloužila jako vzpomínka na jeho syna Şehzade Mehmeda, který zemřel v roce 1543. Při útoku na mešitu v červnu roku 2016 byla vymlácena všechna okna mešity.

## Historie
Výstavba mešity byla nařízena sultánem Sulejmanem I. jako vzpomínka na jeho oblíbeného syna Şehzade Mehmeda (* 1521), který v roce 1543 zemřel při návratu do Istanbulu po vítězném tažení v Uhersku. Mehmed byl nejstarším synem jeho jediné zákonné manželky Hürrem Sultan a až do jeho smrti byl považován za nástupce na trůn, i když měl i staršího bratra Mustafu, který byl ale synem Mahidevran Sultan. Smutek za úmrtí sultánova syna trval 40 dní a na místě jeho hrobu začala výstavba mešity, kterou měl na starost vyhlášený architekt Mimar Sinan.